# العلاقات الليبيرية المغربية
تأسست العلاقات الدبلوماسية بين المملكة المغربية وجمهورية ليبيريا بتاريخ 05 أبريل 1960.
العلاقات بين البلدين جيدة، حيث تتميز بتوافق دائم، وتم تكريس التقارب بين البلدين بافتتاح السفارة الليبيرية بالرباط بسفير مقيم في يونيو 1997، والزيارة الرسمية للمغرب التي قام بها الرئيس الليبيري في نوفمبر 1997،

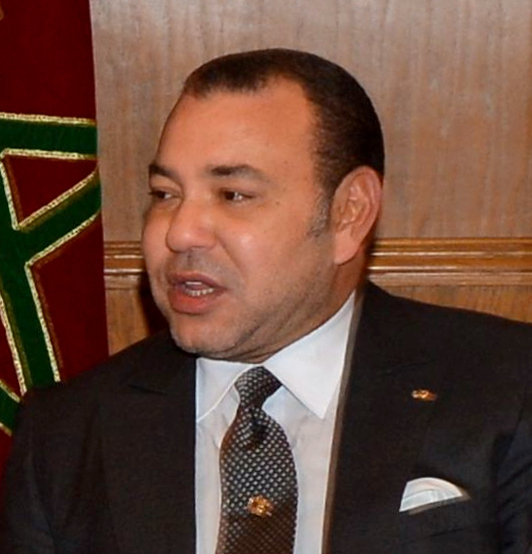
أعرب صاحب الجلالة الملك محمد السادس في برقية تهنئة بعث إلى رئيسة جمهورية ليبيريا السيدة إلين جونسون سيرليف بمناسبة ذكرى استقلال بلادها، عن ارتياحه لروابط الأخوة الإفريقية والتقدير المتبادل التي تربط بين المغرب وليبيريا، مؤكدا للرئيسة الليبيرية حرص جلالته الدائم على مواصله العمل سويا معها، من أجل تعزيز علاقات التعاون القائمة بين البلدين في جميع المجالات، بما يسهم في خدمة مصالح الشعبين الشقيقين وازدهار وتطور القارة الإفريقية.
وكالة المغرب العربي للأنباء
26 يوليو 2013.

لقد ساهم المغرب في دعم المصالحة وعودة العلاقات إلى مسارها الطبيعي بين الدول الأعضاء في اتحاد نهر مانو، بدعوة من الملك محمد السادس اجتمع رؤساء كل من ليبيريا وسيراليون وغينيا يومي 26 و27 فبراير 2002، للتحدث عن الوضعية في هذه المنطقة.
تتوفر ليبيريا على سفارة في الرباط، وقنصلية في الداخلة، ويدرس المغرب إمكانية فتح سفارة له في ليبيريا.
جددت جمهورية ليبيريا، يوم الخميس 18 أبريل بالرباط، تأكيد دعمها للوحدة الترابية للمغرب ولسيادته على كامل أراضيه، بما في ذلك الأقاليم الجنوبية المغربية.
تم التعبير عن هذا الموقف في بيان مشترك صدر عقب محادثات بين وزير الشؤون الخارجية والتعاون الإفريقي والمغاربة المقيمين بالخارج، ناصر بوريطة، ووزيرة الشؤون الخارجية الليبيرية، سارة بيسولو نيانتي.
بتاريخ 4 يوليوز 2025 جددت جمهورية ليبيريا، على لسان وزيرة خارجيتها، سارة بيسولو نيانتي، تأكيد دعمها للوحدة الترابية ولسيادة المغرب على كامل ترابه، بما فيه منطقة الصحراء، حيث تم التعبير عن هذا الموقف خلال ندوة صحفية عقب لقاء نيانتي مع نظيرها المغربي ناصر بوريطة بالرباط، كما جددت أيضا دعم بلادها التام لمبادرة الحكم الذاتي، معتبرة إياه الحل الموثوق والجاد والواقعي الوحيد لهذا النزاع، وأكدت أن ليبيريا، باعتبارها عضوا جديد غير دائم في مجلس الأمن التابع للأمم المتحدة ابتداء من يناير 2026، ستواصل دعم هذا الموقف.

## العلاقات السياسيية
يندرج الحوار السياسي المنتظم بين المغرب وليبيريا، في اطار سلسلة من اللقاءات على مستوى وزارتي الشؤون الخارجية بكلي البلدين، وكذا بين كبار المسؤولين في الحكومتين، ويشمل هذا الحوار مختلف جوانب التعاون الثنائي والتطورات الجارية بالقارة الإفريقية، مع إعطاء الأولوية لتفعيل البرامج الثنائية.
يطبع العلاقات بين المغرب وليبيريا تطابق في وجهات النظر حول العديد من القضايا ذات الاهتمام المشترك، وخصوصاَ على صعيد الهيئات الإقليمية والقارية والدولية.
وقد استقبل السيد محمد أوزين كاتب الدولة لدى وزير الشؤون الخارجية والتعاون في 20/04/2011 بمونروفيا من قبل رئيسة ليبيريا السيدة إلين جونسون سيرليف.
وحيت الرئيسة الليبيرية بهذه المناسبة، الجهود المبذولة من طرف الملك محمد السادس لتعزيز التعاون جنوب - جنوب خاصة بين الدول الأفريقية، كما أشادت بالتزام المغرب من أجل إعادة بناء ليبيريا بعد سنوات طويلة، من حرب أهلية مدمرة، وقد ترأس السيد أوزين في مونروفيا مع وزير الشؤون الخارجية الليبيري السيد طوغا كراويا ماك إنتوش الاجتماع الأول للجنة الكبرى المشتركة.
هنأت ليبيريا المغرب خلال هذا الاجتماع على تقديمه مقترح الحكم الذاتي في الاقاليم الجنوبية، بهدف إيجاد حل نهائي لقضية الصحراء كما جددت دعمها للوحدة الترابية للمملكة.
وبتاريخ 04/07/2025 جددت جمهورية ليبيريا، العضو الجديد غير الدائم في مجلس الأمن التابع للأمم المتحدة ابتداء من سنة 2026، بالرباط، تأكيد دعمها للوحدة الترابية ولسيادة المغرب على كامل ترابه، بما في ذلك منطقة الصحراء.

## التعاون العلمي
في مجال التعليم والتكوين، رفع المغرب عدد المنح المقدمة إلى ليبيريا من 105 إلى 120 منحة.

## هبات ملكية لمساعدة سيراليون للحد من انتشار وباء (إيبولا)
قام المغرب في 26 نوفمبر 2014 بتسليم هبات ملكية لمنظمة الصحة العالمية، تتألف من 06 أطنان من الأدوية والمستلزمات الطبية، موجهة إلى جمهورية ليبيريا، وذلك في إطار دعم المملكة للجهود الدولية الرامية للحد من انتشار وباء إيبولا.

تأتي هذه الهبات تنفيذاَ للتعليمات السامية لجلالة الملك محمد السادس تتضمن أدوية ومستلزمات طبية مهمة، من أجل دعم الجهود الدولية للحد من انتشار وباء (إيبولا).

يذكر أن مؤتمر بروكسل لدعم مكافحة فيروس إيبولا، الذي جمع كل البلدان المتضررة من هذا الوباء وعدداَ من الدول والمنظمات المنخرطة في مجال مكافحة هذا المرض، شهد مشاركة 69 دولة، من بينها المغرب.
ويعد المغرب من بين البلدان الأوائل التي استجابت لنداء المساعدة الذي أطلقته البلدان المتضررة من هذا الوباء، ايماناَ بالتزامه الإنساني في العالم، وسياسته التضامنية مع الدول الإفريقية، والذي تجسد من خلال قرار الملك محمد السادس بالإبقاء على رحلات منتظمة لشركة الخطوط الملكية المغربية في اتجاه البلدان المتضررة.

## الإطار القانوني
- اتفاقية التعاون الاقتصادي والفني (1987.06.03) الرباط.
- اتفاقية إنشاء اللجنة المشتركة (1997.11.28) الرباط.
- بروتوكول للتعاون بين البلدين وزارتي خارجية البلدين (1997.11.28) الرباط.
- الاتفاق العام بشأن التعاون الاقتصادي والثقافية والعلمية والتقنية (1997.11.28) الرباط.
- مذكرة تفاهم للتعاون في مجال الطاقة والمناجم (2005.07.19) مونروفيا.
- اتفاق التعاون الثقافي (2011.04.20) مونروفيا.
- اتفاق حول الخدمات الجوية. (2011.04.20) مونروفيا.
- اتفاق في مجال الشباب والرياضة (2011.04.20) مونروفيا.